# Liste der Kulturgüter in Eriz
Die Liste der Kulturgüter in Eriz enthält alle Objekte in der Gemeinde Eriz im Kanton Bern, die gemäss der Haager Konvention zum Schutz von Kulturgut bei bewaffneten Konflikten, dem Bundesgesetz vom 20. Juni 2014 über den Schutz der Kulturgüter bei bewaffneten Konflikten sowie der Verordnung vom 29. Oktober 2014 über den Schutz der Kulturgüter bei bewaffneten Konflikten unter Schutz stehen.
Es sind weder A-Objekte noch B-Objekte auf dem Gemeindegebiet ausgewiesen, Objekte der Kategorie C fehlen zurzeit (Stand: 10. Februar 2024). Unter übrige Baudenkmäler sind Objekte zu finden, die im Bauinventar des Kantons Bern als «schützenswert» verzeichnet sind.

## Übrige Baudenkmäler
Hinweis: Als Objekt-Identifikator (ID) wird die Grundstücksnummer verwendet.
| ID  | Foto |                                                                      | Objekt                       | Typ | Standort                              | Beschreibung |
| --- | ---- | -------------------------------------------------------------------- | ---------------------------- | --- | ------------------------------------- | ------------ |
| 5   | ja   | Datei hochladen · Wikidata zu Speicher (1700 oder 1706) (Q125604877) | Speicher (1700 oder 1706)    | G   | Hinter Bühl 47 624154 / 181777        |              |
| 13  | ja   | Datei hochladen · Wikidata zu Speicher (1763) (Q125613262)           | Speicher (1763)              | G   | Wang N.N. 622267 / 181325             |              |
| 22  | BW   | Datei hochladen                                                      | Chnubelhütte (um 1700)       | G   | Vorder Knubel 131 626286 / 183256     |              |
| 54  | BW   | Datei hochladen                                                      | Speicher (1815)              | G   | Neuhus 143 626099 / 181896            |              |
| 104 | ja   | Datei hochladen                                                      | Ehemaliges Bauernhaus (1760) | G   | Gysenbühl 160 627174 / 182033         |              |
| 159 | BW   | Datei hochladen                                                      | Alphütte (Mitte 18. Jh.)     | G   | Hengst 199 629800 / 182791            |              |
| 164 | ja   | Datei hochladen                                                      | Bauernhaus (1779)            | G   | Rufenen 171 627652 / 182016           |              |
| 164 | ja   | Datei hochladen                                                      | Speicher (1787)              | G   | Beiel 174 628026 / 182001             |              |
| 184 | BW   | Datei hochladen                                                      | Käsespeicher (um 1800/1810)  | G   | Drüschhubel 210 630719 / 181007       |              |
| 184 | BW   | Datei hochladen                                                      | Alpgebäude (um 1700)         | G   | Drüschhubel 212 630789 / 180908       |              |
| 219 | ja   | Datei hochladen                                                      | Weidstall (um 1800)          | G   | Unterschwand 242 630133 / 181408      |              |
| 233 | BW   | Datei hochladen                                                      | Bauernhaus (Mitte 18. Jh.)   | G   | Scheidzaun 235 629504 / 182013        |              |
| 355 | ja   | Datei hochladen                                                      | Beielhütte (1643/44)         | G   | Beiel 172 628007 / 182088             |              |
| 357 | BW   | Datei hochladen                                                      | Alphütte (1800)              | G   | Unterer Breitwang 228 631094 / 181511 |              |

Hinweis zur Legende: Anstelle der KGS-Nummer wird als Objekt-Identifikator (ID) die Grundstücksnummer verwendet.